# Saint-Pierre-de-Colombier
Saint-Pierre-de-Colombier är en kommun i departementet Ardèche i regionen Auvergne-Rhône-Alpes i sydöstra Frankrike. Kommunen ligger  i kantonen Burzet som ligger i arrondissementet Largentière. År 2022 hade Saint-Pierre-de-Colombier 443 invånare.

## Befolkningsutveckling
Antalet invånare i kommunen Saint-Pierre-de-Colombier
Referens: INSEE